# Episodi di Cisco Kid (seconda stagione)
La seconda stagione della serie televisiva Cisco Kid è andata in onda negli Stati Uniti dal 3 settembre 1951 al 19 febbraio 1952 in syndication.
| nº | Titolo originale       | Prima TV USA      |
| -- | ---------------------- | ----------------- |
| 1  | Performance Bond       | 3 settembre 1951  |
| 2  | Stolen Bonds           | 10 settembre 1951 |
| 3  | Postal Inspector       | 17 settembre 1951 |
| 4  | Jewelry Store Fence    | 24 settembre 1951 |
| 5  | Foreign Agent          | 1º ottobre 1951   |
| 6  | Medicine Man Show      | 8 ottobre 1951    |
| 7  | Ghost Story            | 15 ottobre 1951   |
| 8  | Protective Association | 22 ottobre 1951   |
| 9  | Kid Sister Trouble     | 29 ottobre 1951   |
| 10 | Water Toll             | 5 novembre 1951   |
| 11 | The Bates Story        | 12 novembre 1951  |
| 12 | Water Well Oil         | 13 novembre 1951  |
| 13 | Ride On                | 19 novembre 1951  |
| 14 | Vigilante Story        | 4 dicembre 1951   |
| 15 | Hidden Valley          | 11 dicembre 1951  |
| 16 | Carrier Pigeon         | 18 dicembre 1951  |
| 17 | Hypnotist Murder       | 25 dicembre 1951  |
| 18 | Romany Caravan         | 8 gennaio 1952    |
| 19 | Robber Crow            | 15 gennaio 1952   |
| 20 | Sleeping Gas           | 22 gennaio 1952   |
| 21 | Quarter Horse          | 29 gennaio 1952   |
| 22 | Jewelry Holdup         | 5 febbraio 1952   |
| 23 | Ghost Town             | 12 febbraio 1952  |
| 24 | Quicksilver Murder     | 12 febbraio 1952  |
| 25 | Buried Treasure        | 19 febbraio 1952  |
| 26 | Spanish Dagger         | 19 febbraio 1952  |

## Performance Bond
- Diretto da:
- Scritto da:

### Trama
- Interpreti: Duncan Renaldo (The Cisco Kid), Leo Carrillo (Pancho), Ellen Hall (Elaine Wilson), Dennis Moore (scagnozzo Judd), William Henry (Jarrett), Steve Clark (condicente della diligenza), Ted Adams (Caleb Wilson), Ferris Taylor (Lem Carson), Victor Cox (scagnozzo Vic), Carl Mathews (scagnozzo)

## Stolen Bonds
- Diretto da:
- Scritto da:

### Trama
- Interpreti: Duncan Renaldo (The Cisco Kid), Leo Carrillo (Pancho), Jean Dean (Christine), Reed Howes (Dan), Pierce Lyden (Vic), William Holmes (scagnozzo), Jim Diehl (scagnozzo), Bud Osborne (conducente della diligenza), Stanley Andrews (sceriffo)

## Postal Inspector
- Diretto da:
- Scritto da:

### Trama
- Interpreti: Duncan Renaldo (The Cisco Kid), Leo Carrillo (Pancho), Maris Wrixon (Elaine Parker), Edward Keane (Jay Willoughby), Ilsa Mader, Myron Healey (Drake), Dick Rich (Stacy), Rory Mallinson (sceriffo), Steve Pendleton (ispettore Sam Harris)

## Jewelry Store Fence
- Diretto da:
- Scritto da:

### Trama
- Interpreti: Duncan Renaldo (The Cisco Kid), Leo Carrillo (Pancho), Kay Morley (Martha), Michael Whalen (Pete), Michael Mark (zio Toby), Ward Wood (Terry), George Offerman Jr. (Ed), Steve Clark (conducente della diligenza), Therese Lyon (donna sulla diligenza)

## Foreign Agent
- Diretto da:
- Scritto da:

### Trama
- Interpreti: Duncan Renaldo (The Cisco Kid), Leo Carrillo (Pancho), Angela Stevens (Diane), Carl Milletaire (Wharton), Paul Hogan (scagnozzo), Terry Frost (Dan), Merrill McCormick (Panamint), John Merton (il capo), Garnett Marks (scagnozzo)

## Medicine Man Show
- Diretto da:
- Scritto da:

### Trama
- Interpreti: Duncan Renaldo (The Cisco Kid), Leo Carrillo (Pancho), Wanda McKay (Sunny Benton), Stephen Chase (Dixon), Dennis Moore (scagnozzo Bugsy), Ray Hyke (scagnozzo), Cactus Mack (scagnozzo), George Davis (scagnozzo), Claudia Drake (Cheewee), Rodd Redwing (Flying Cloud), Charles Soldani (Red Moon)

## Ghost Story
- Diretto da:
- Scritto da:

### Trama
- Interpreti: Duncan Renaldo (The Cisco Kid), Leo Carrillo (Pancho), Lyn Thomas (Mary Davis), Jack Reynolds (Nebraska), Robert Bice (Turk), Mauritz Hugo (George Holden), Charles Watts (Ben Larsen), Joseph Granby (Will Harper)

## Protective Association
- Diretto da:
- Scritto da:

### Trama
- Interpreti: Duncan Renaldo (The Cisco Kid), Leo Carrillo (Pancho), Jean Dean (Peggy Conlan), Reed Howes (Dan Sloan), Pierce Lyden (Vic), William Holmes (scagnozzo), Jim Diehl (scagnozzo), Bud Osborne (scagnozzo), Stanley Andrews (Mr. Conlan), Bill Catching (scagnozzo)

## Kid Sister Trouble
- Diretto da:
- Scritto da:

### Trama
- Interpreti: Duncan Renaldo (The Cisco Kid), Leo Carrillo (Pancho), Maris Wrixon (Christine), Edward Keane (Conlan), Ilsa Mader (Jane), Myron Healey (Sloan), Dick Rich (Martin), Rory Mallinson (Dave), Steve Pendleton (Lefty)

## Water Toll
- Diretto da:
- Scritto da:

### Trama
- Interpreti: Duncan Renaldo (The Cisco Kid), Leo Carrillo (Pancho), Kay Morley (Sondra Lindsay), Michael Whalen (Pete Sturgis), Michael Mark (Dusty), Ward Wood (Terry), George Offerman Jr. (Ed), Steve Clark (sceriffo), Brad Johnson (Johnny), Carl Mathews (scagnozzo)

## The Bates Story
- Diretto da:
- Scritto da:

### Trama
- Interpreti: Duncan Renaldo (The Cisco Kid), Leo Carrillo (Pancho), Angela Stevens (Lorraine Bentley), Carl Milletaire (vice), Paul Hogan (Slick Wofford), Terry Frost (Harry Gaines), Merrill McCormick (Hayden), John Merton (sceriffo), Anna Demetrio (donna messicana), Ray Jones (membro a cavallo della posse), Carl Mathews (membro della posse)

## Water Well Oil
- Diretto da:
- Scritto da:

### Trama
- Interpreti: Duncan Renaldo (The Cisco Kid), Leo Carrillo (Pancho), Lyn Thomas (Mary Tuner), Jack Reynolds (George Holden), Robert Bice (Turk Martin), Mauritz Hugo (scagnozzo), Charles Watts (sceriffo), Joseph Granby (Jim Turner)

## Ride On
- Diretto da:
- Scritto da:

### Trama
- Interpreti: Duncan Renaldo (The Cisco Kid), Leo Carrillo (Pancho), Wanda McKay (Sally Emerson), Stephen Chase (Frank Larsen), Dennis Moore (Duke), Ray Hyke (scagnozzo), Cactus Mack (Steve), George Davis (scagnozzo Utah), Chester Clute (Doc)

## Vigilante Story
- Diretto da:
- Scritto da:

### Trama
- Interpreti: Duncan Renaldo (The Cisco Kid posing as Tex), Leo Carrillo (Pancho posing as Organ Grinder), Lois Hall (Lois Holden posing as Heather), Jay Kirby (Pike), Craig Hunter (scagnozzo), Hugh Prosser (Jed Haskell), James Kirkwood (scagnozzo), Earle Hodgins (Tom), Edmund Cobb (John Holden), Bill Catching (scagnozzo), Bill Coontz (scagnozzo), Whitey Hughes (cittadino), Mathew McCue (cittadino), Bob McElroy (impiegato dell'hotel), Tom Smith (cittadino)

## Hidden Valley
- Diretto da:
- Scritto da:

### Trama
- Interpreti: Duncan Renaldo (The Cisco Kid), Leo Carrillo (Pancho), Virginia Herrick (Nedra Challis), Tristram Coffin (George Challis), William 'Wee Willie' Davis (Barty), I. Stanford Jolley (Jim Walker), Keith Richards (Rand), George Eldredge, Bill Catching (Indian), Herman Hack (lavoratore), Whitey Hughes (Fighter), Mathew McCue (Fainting Old Worker)

## Carrier Pigeon
- Diretto da:
- Scritto da:

### Trama
- Interpreti: Duncan Renaldo (The Cisco Kid), Leo Carrillo (Pancho), Sherry Moreland (Joan Bentley), Leonard Penn (Gary Mason), Milburn Morante (Tracy Parker), John L. Cason (scagnozzo), Ted Mapes (scagnozzo), Gary Garrett (scagnozzo)

## Hypnotist Murder
- Diretto da:
- Scritto da:

### Trama
- Interpreti: Duncan Renaldo (The Cisco Kid), Leo Carrillo (Pancho), Marsha Jones (Blanche Modell aka Sue Prentiss), Riley Hill (Bill Prentiss), Joseph Forte (Prentiss), Doris Merrick (Madame Lil), Denver Pyle (professor Jerry Roark), Zon Murray (scagnozzo), Tom Holland (scagnozzo), Herman Hack (cittadino), Al Haskell (cittadino), Rex Lease (uomo Buying Book), Carl Mathews (cittadino), Mathew McCue (cittadino), Bob McElroy (cittadino)

## Romany Caravan
- Diretto da:
- Scritto da:

### Trama
- Interpreti: Duncan Renaldo (The Cisco Kid), Leo Carrillo (Pancho), Dolores Castle (Marisa), Sondra Rodgers (Ilka), Craig Woods (Jerry Costain), Peter Coe (scagnozzo Danilo), Milburn Morante (Stefan), Jack George (Benji), Bill Catching (sceriffo) Bob McElroy (vice Bob)

## Robber Crow
- Diretto da:
- Scritto da:

### Trama
- Interpreti: Duncan Renaldo (The Cisco Kid), Leo Carrillo (Pancho), Mary Dean (Nina Loring), Michael Vallon (Scotty the bootmaker), Ray Bennett (Jack Kells), Karl 'Killer' Davis (scagnozzo Gregg), Mickey Simpson (scagnozzo), Kermit Maynard (Albuquerque Jones), Teddy Infuhr (Tommy Loring), Troy Melton (scagnozzo Yancey)

## Sleeping Gas
- Diretto da:
- Scritto da:

### Trama
- Interpreti: Duncan Renaldo (The Cisco Kid), Leo Carrillo (Pancho), Lois Hall (Jerry), Jay Kirby (scagnozzo Joe), Hugh Prosser (scagnozzo Larry), James Kirkwood (Fiddlin' Sam), George Eldredge (Banker Wharton), Franklyn Farnum (Banker Tracy)

## Quarter Horse
- Diretto da:
- Scritto da:

### Trama
- Interpreti: Duncan Renaldo (The Cisco Kid), Leo Carrillo (Pancho), Virginia Herrick (Helen Butler), Tristram Coffin (Joe Butler), I. Stanford Jolley (Sam Carson), Keith Richards (Terry), George Eldredge (Jackson), Stanley Blystone (Frank Wallace), Eddie Nash (Nash the jockey), Bill Catching (Wallace Hand), Ray Jones (Wallace Ranch Hand), Bob McElroy (aiutante nel ranch di Wallace), Troy Melton (scagnozzo)

## Jewelry Holdup
- Diretto da:
- Scritto da:

### Trama
- Interpreti: Duncan Renaldo (The Cisco Kid), Leo Carrillo (Pancho), Sherry Moreland (Judy Winters), Leonard Penn (S.S. Grant), Helene Millard (Zia Ellen Palmer), John L. Cason (scagnozzo Jim), Milburn Morante (Jasper Peabody), Ted Mapes (scagnozzo Marty)

## Ghost Town
- Diretto da:
- Scritto da:

### Trama
- Interpreti: Duncan Renaldo (The Cisco Kid), Leo Carrillo (Pancho), Marsha Jones (Sondra Spencer), Riley Hill (George Hardy), Joseph Forte (Willoughby Baxter), Doris Merrick (Anita Hardy), Denver Pyle (rapinatore di banche), Zon Murray (rapinatore di banche), George Eldredge (sceriffo)

## Quicksilver Murder
- Diretto da:
- Scritto da:

### Trama
- Interpreti: Duncan Renaldo (The Cisco Kid), Leo Carrillo (Pancho), Lois Hall (Jenifer Hart), Jay Kirby (Larry Scott), Hugh Prosser (Joe Wallace), James Kirkwood (Marshal Fletcher), Joseph Forte (Wharton Stone), Hunter Gardner (Sam Moore), Bud Osborne (conducente della diligenza)

## Buried Treasure
- Diretto da:
- Scritto da:

### Trama
- Interpreti: Duncan Renaldo (The Cisco Kid / Jean La Fitte), Leo Carrillo (Pancho / Pierre La Fitte), Dolores Castle (Toni Girardot), Sondra Rodgers (Margot), Craig Woods (Kit), Peter Coe (Bernardo), Milburn Morante (Girardot), Jack George (Curator), Bill Catching (scagnozzo)

## Spanish Dagger
- Diretto da:
- Scritto da:

### Trama
- Interpreti: Duncan Renaldo (The Cisco Kid), Leo Carrillo (Pancho), Mary Dean (Shelley Drake), Michael Vallon (zio Pete), Ray Bennett (Professor), Karl 'Killer' Davis (scagnozzo Jiggers), Mickey Simpson (scagnozzo Smiley), Kermit Maynard (Bert), Bill Catching (scagnozzo), Troy Melton (scagnozzo)